# 德寶房地產開發
德寶房地產開發有限公司，簡稱德寶房地產開發（英語：DEBAO PROPERTY DEVELOPMENT LIMITED，SGX：K2M），在1995年當時由佛山市人民政府設立，現時由袁樂生（主席及總裁）控制所有權益。
現時主要業務在广东省佛山市开发高素质综合住宅与商用产业，總部位於中國廣東省佛山市南海區桂城南海大道北60號。而股份在2010年4月12日於新加坡交易所主板上市。招股價為0.43新加坡元，發行股份為138,000,000股，集資額為59,340,000新加坡元。

## 連結
- 德宝地产 （页面存档备份，存于）